# Толбаст Борис Степанович
Борис Степанович Толбаст (27 березня 1922, село Сиренець (Васкнарва), тепер волості Алутаґузе повіту Іда-Вірумаа, Естонія — 24 січня 1977, місто Таллінн, тепер Естонія) — радянський естонський діяч, 1-й секретар ЦК ЛКСМ Естонії. Кандидат у члени Бюро ЦК КП(б) Естонії з 1954 по 1956 рік. Депутат Верховної ради Естонської РСР. Депутат Верховної ради СРСР 3—4-го скликань.

## Життєпис
Народився в російській родині селянина-рибалки Степана Махова. Рано втратив батьків (мати померла в 1924, а батько в 1925 роках) і був усиновлений родиною своєї тітки Ольги Махової-Толбаст. У 1935 році закінчив початкову школу.
З 1935 по 1940 рік навчався на електротехнічному відділенні Таллінського електротехнічного технікуму.
До жовтня 1940 року працював робітником і мотористом у машинному товаристві Перміскюла повіту Вірумаа.
З жовтня 1940 року — в редакції газети міста Нарви. Вступив до комсомолу, проводив комсомольську роботу в околицях Нарви.
У січні — червні 1941 року — завідувач сектору обліку Петсерімаського повітового комітету ЛКСМ Естонії.
На початку німецько-радянської війни влітку 1941 року добровільно вступив до винищувального батальйону. Брав участь у боях на Ленінградському фронті, був поранений в грудні 1941 року. Після лікування в госпіталях направлений курсантом до навчальної бригади танкових військ. Потім навчався на курсах політпрацівників Калінінського фронту, служив заступником командира кулеметної роти із політчастини, комсоргом окремого лижного батальйону.
Член ВКП(б) з лютого 1944 року.
Після демобілізації, в 1944 році — секретар Петсерімаського повітового комітету ЛКСМ Естонії.
З липня 1944 року — заступник завідувача відділу кадрів ЦК ЛКСМ Естонії, заступник завідувача організаційно-інструкторського відділу ЦК ЛКСМ Естонії.
У 1944—1945 роках — 2-й секретар ЦК ЛКСМ Естонії.
У 1945—1948 роках — слухач Вищої партійної школи при ЦК ВКП(б) у Москві.
У липні 1948 — жовтні 1949 року — 2-й секретар ЦК ЛКСМ Естонії.
У жовтні 1949 — 1955 року — 1-й секретар ЦК ЛКСМ Естонії.
У 1955—1961 роках — голова Комітету з фізичної культури та спорту Ради міністрів Естонської РСР, а також з 1959 року — голова Організаційного бюро Естонської республіканської ради спортивних об'єднань та організацій.
У 1961—1964 роках очолював Федерацію легкої атлетики Естонської РСР.
8 червня 1961 — 6 липня 1972 року — секретар Президії Верховної ради Естонської РСР.
З 1972 року — на пенсії в місті Таллінні.
Помер 24 січня 1977 року в Таллінні. Похований на Лісовому цвинтарі Таллінна.

## Нагороди
- два ордени Трудового Червоного Прапора (28.10.1948,)
- два ордени «Знак Пошани»
- медаль «За бойові заслуги»
- медаль «За оборону Ленінграда»
- медаль «За перемогу над Німеччиною у Великій Вітчизняній війні 1941—1945 рр.»
- медаль «За доблесну працю у Великій Вітчизняній війні 1941—1945 рр.»
- медалі